# Wendelin Förster
Wendelin Förster (Vlčice, 10 febbraio 1844 – Bonn, 18 maggio 1915) è stato un filologo austriaco, studioso delle lingue romanze.

## Biografia
Förster nacque nella Slesia ceca e studiò a Vienna, dove completò il dottorato nel 1872 come allievo di Johannes Vahlen. Nel 1874 divenne professore associato all'Università di Praga e due anni più tardi professore ordinario all'Università di Bonn, succedendo a Friedrich Christian Diez.
Uno dei suoi principali risultati fu l'aver stabilito definitivamente l'origine bretone delle leggende di re Artù.